# Kultura kastelnowska

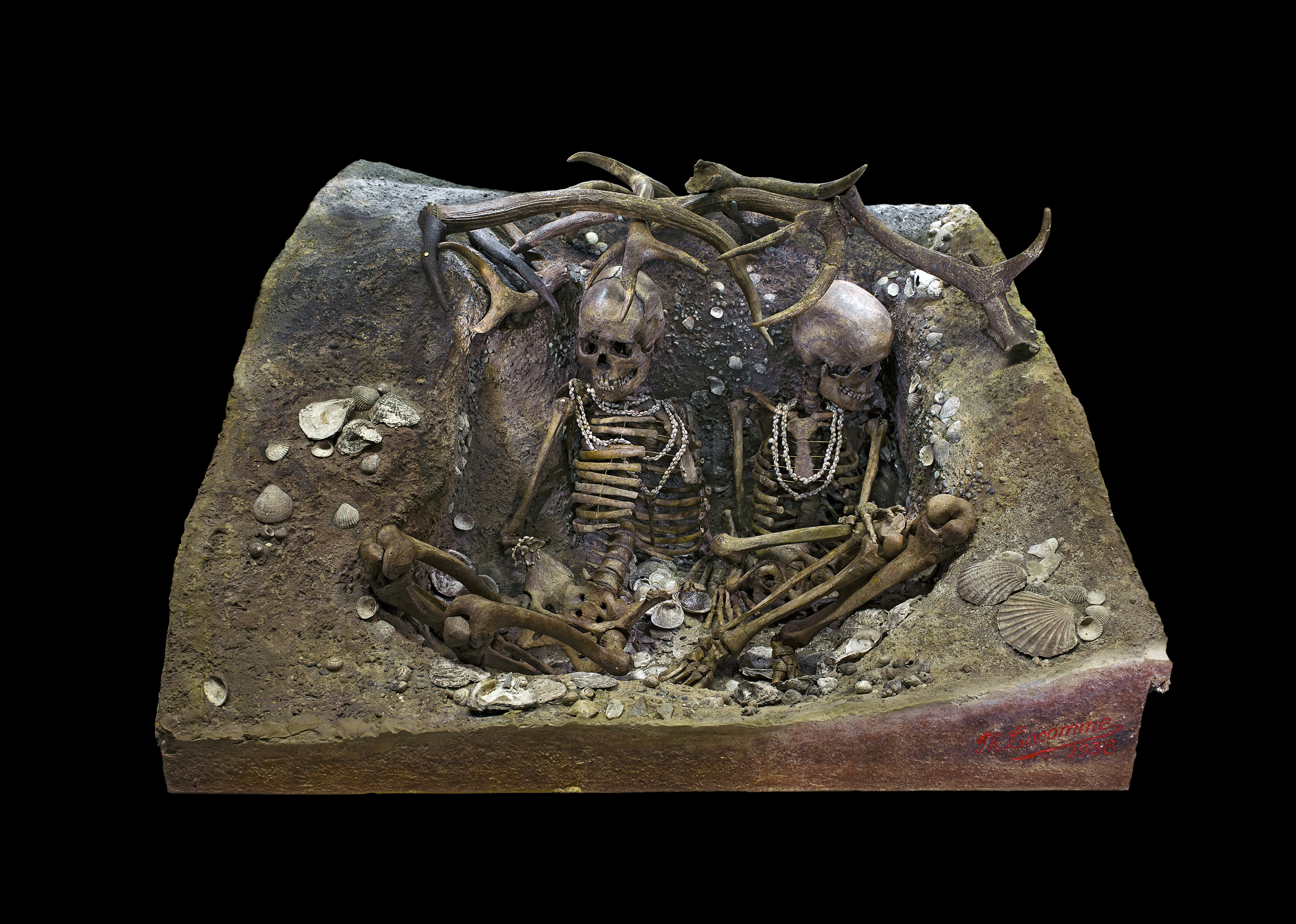
Szkielety w Téviec

Kultura kastelnowska – nazwa niniejszej jednostki kulturowej związana jest z eponimicznym stanowiskiem Châteauneuf-les-Martigues znajdującym się w departamencie Bouche du Rhone. Zespół zjawisk kulturowych utożsamianych z omawianą kulturą obejmował swym zasięgiem obszary południowo-wschodniej części Francji – Baume de Monclus oraz tereny północnych Włoch – Romagnano. Rozwój tej jednostki kulturowej wyznaczają daty od ok. 7 do ok. 6 tys. lat temu. Inwentarz kamienny w owej kulturze reprezentowany jest przez zbrojniki o formie trapezoidalnej. Stanowiska Hœdic oraz Téviec interpretowane są jako cmentarzyska owej kultury. Groby te miały charakter zbiorowy, w których zmarli umieszczani byli w pozycji bardzo skurczonej bądź siedzącej. We wszystkich tych cmentarzyskach zmarłych posypywano ochrą.